# ルエル橋
ルエル橋(仏 : Pont Rouelle Rouelle発音例 Rouelle Wiktionnaire)は、フランスのパリ、セーヌ川に架かる鉄道橋である。
セーヌ川上流側のビラケム橋と同下流側のグルネル橋に挟まれた形で、ルエル橋は「白鳥の島」の白鳥の遊歩道（白鳥の小径）を跨ぎ左岸15区と右岸16区を結んでいる鉄道橋。橋上を通っているのはRERのC線である。
3つの部分からなっている。
- 右岸側は鋼鉄製の単一アーチ橋
- 白鳥の島を跨ぐ部分は石造
- 左岸側は3径間の桁橋

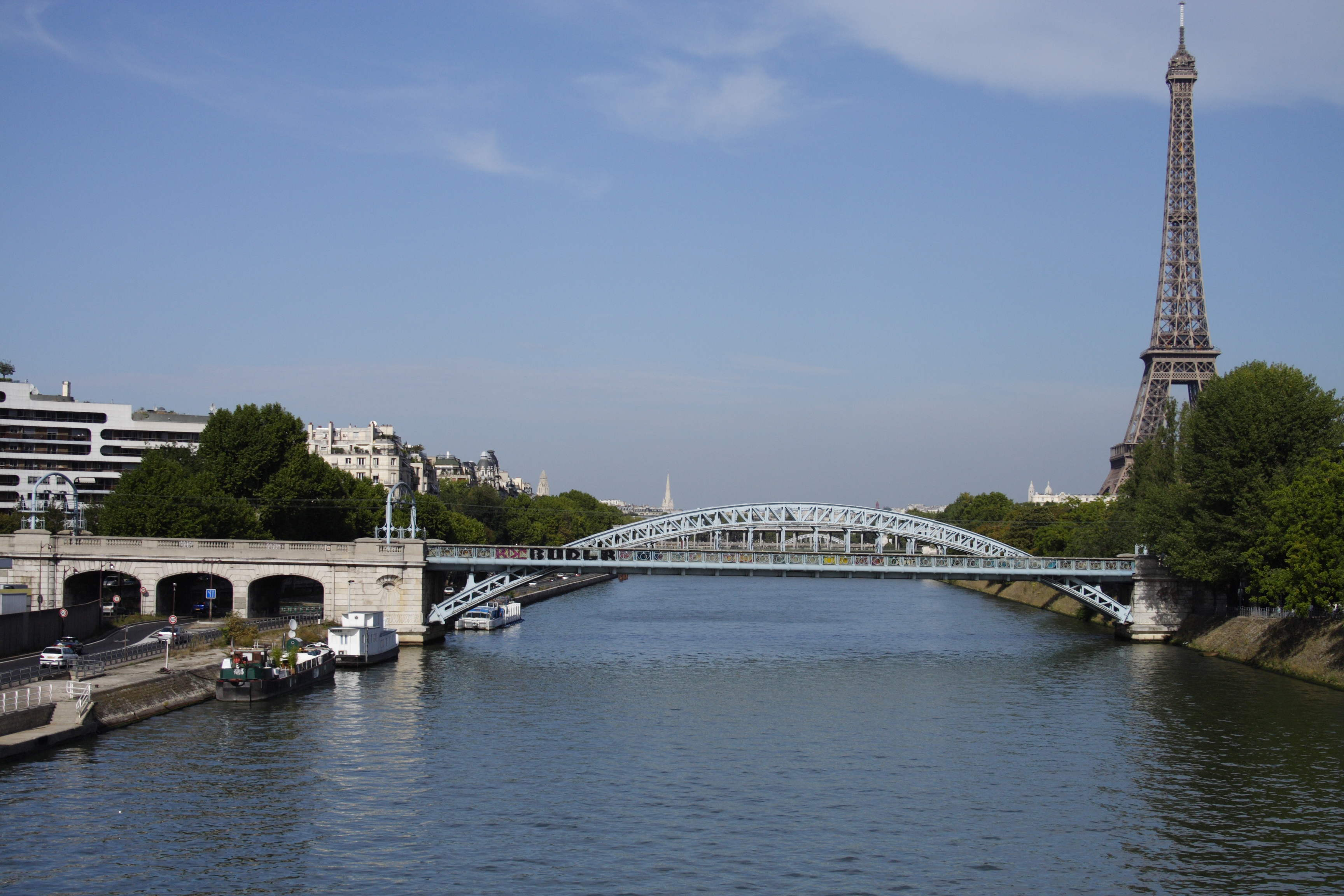
右岸16区側。左の白建物はラジオ・フランス
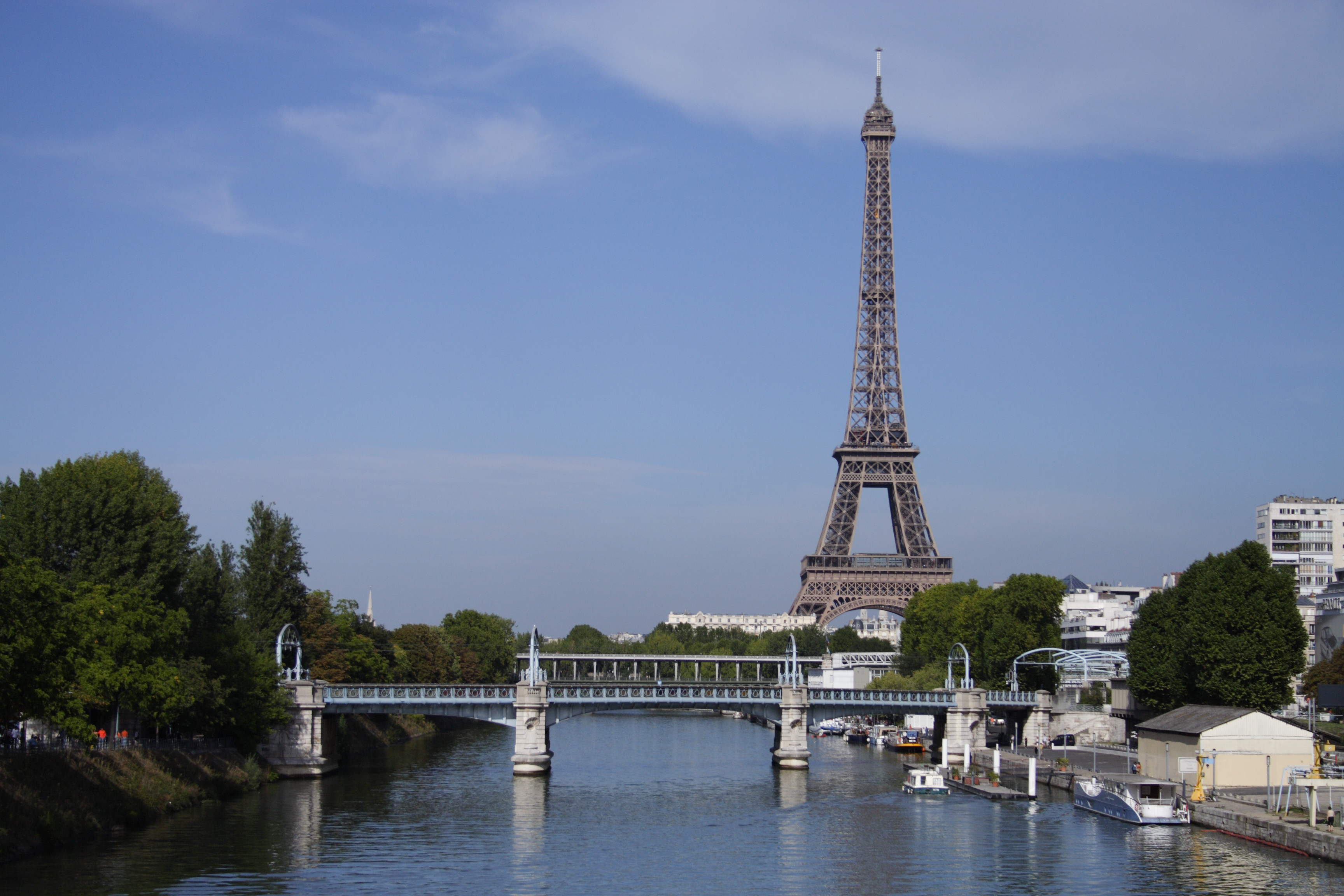
左岸15区側

## 交通
- メトロ6号線 ビラケム駅Bir-Hakeim下車

## 隣の橋
（上流）イエナ橋―ビラケム橋―ルエル橋―グルネル橋―ミラボー橋（下流）